# Frank Ostholt
Frank Ostholt (Warendorf, 23 settembre 1975) è un cavaliere tedesco, vincitore della medaglia d'oro alle Olimpiadi di Pechino 2008, nel Completo a squadre.

## Partecipazioni olimpiche
1. Atene 2004
2. Pechino 2008

## Palmarès
- Giochi olimpici

Pechino 2008: oro nel completo a squadre.